# 吉姆·艾德蒙斯
詹姆斯·派翠克·艾德蒙斯（英語：James Patrick Edmonds，1970年6月27日—），綽號「The Jibmaster」，為美國職棒大聯盟的中外野手，生涯曾效力過天使、紅雀、教士、小熊、釀酒人與紅人等隊。
艾德蒙斯是一名打擊和守備都相當出色的選手，生涯打擊率為2成84，並敲出393轟，OPS為.903。

## 職業生涯
艾德蒙斯在1988年投入選秀會，但他因為在高中時肩膀受傷，導致他在第七輪才被加州天使選中。隔年他在1A出賽，打擊率為2成61。
1990年，艾德蒙斯在高階1A繳出2成93的打擊率。1992年，他在2A的打擊率為3成13，並在隔年升上3A。
1993年9月9日，艾德蒙斯因為擴編而登上大聯盟。他在天使打了7個球季，後來在2000年球季開打前被交易到紅雀，換來亞當·甘迺迪和Kent Bottenfield。
艾德蒙斯主要是一名中外野手，但他偶爾會去防守一壘。2006年6月，他就曾在亞伯特·普荷斯因傷缺陣的情況下去代守一壘。
艾德蒙斯生涯5次單季敲出30轟，生涯打擊率為2成84，另有1199分打點，並拿下8座金手套獎。1997年6月10日，艾德蒙斯在一次追逐中外野飛球時以背對飛撲的方式成功接殺，成為他生涯最經典的畫面。

### 2004年

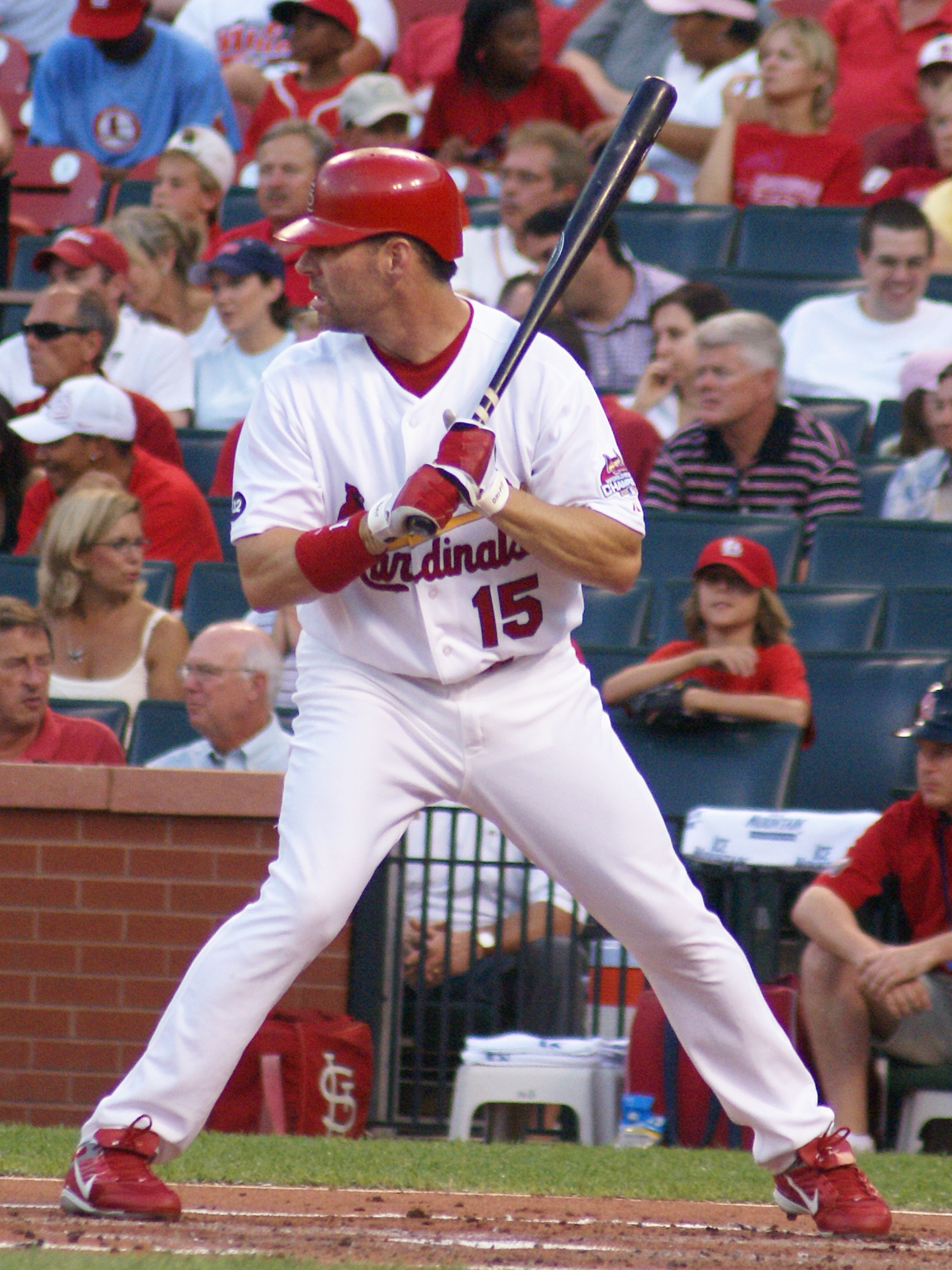
2007年的艾德蒙斯

2004年是艾德蒙斯表現最好的一年。該年他的打擊率為3成01，並敲出42轟與111分打點。除了打擊率外都寫下生涯新高。最後他在MVP票選上拿下第五名。
2004年國家聯盟冠軍賽第6場，艾德蒙斯在12局下敲出再見轟。第7場他上演關鍵守備，幫助紅雀闖進世界大賽。這年他和亞伯特·普荷斯及史考特·羅倫獲得「MV3」的稱號，而艾德蒙斯在這年甚至成為MLB Slugfest的遊戲封面人物。

### 2005年以後

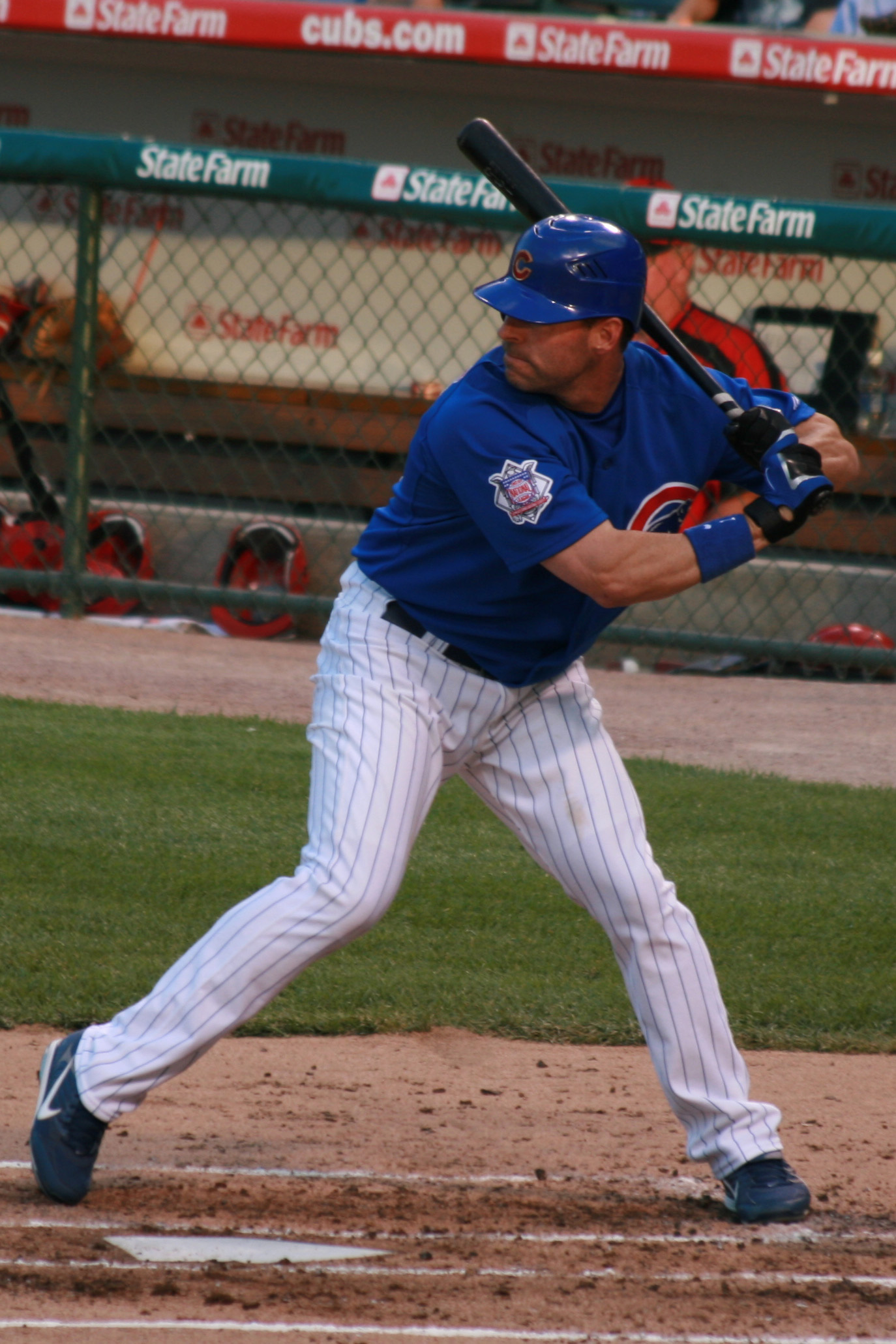
2008年的艾德蒙斯

2006年5月14日，艾德蒙斯在母親節當天使用粉色球棒打擊，並將收入捐款給乳癌基金會。這年紅雀再度闖進世界大賽，艾德蒙斯在季後賽敲出13支安打，是幫助紅雀奪冠的功臣之一。
奪冠後，艾德蒙斯的身手開始下滑。2007年6月21日，他為了接殺全壘打飛球不慎撞到全壘打牆，導致他出現輕微腦震盪。兩個月後，他被診斷出患有腦震盪症候群。整季他的打擊率為2成52，並敲出12轟與53分打點。
2007年12月14日，紅雀將艾德蒙斯交易到教士，換來新秀大衛·佛里斯。他在紅雀共敲出241轟，排名隊史第四高。
2008年5月9日，艾德蒙斯只繳出1成78的打擊率，因此遭到球隊釋出。5月14日，急需左打的小熊隊和艾德蒙斯簽下1年合約。結果他在加入小熊後6個月的打擊率突破3成，還擊出8轟。6月21日，他在面對白襪的比賽中還單場敲出2支全壘打。

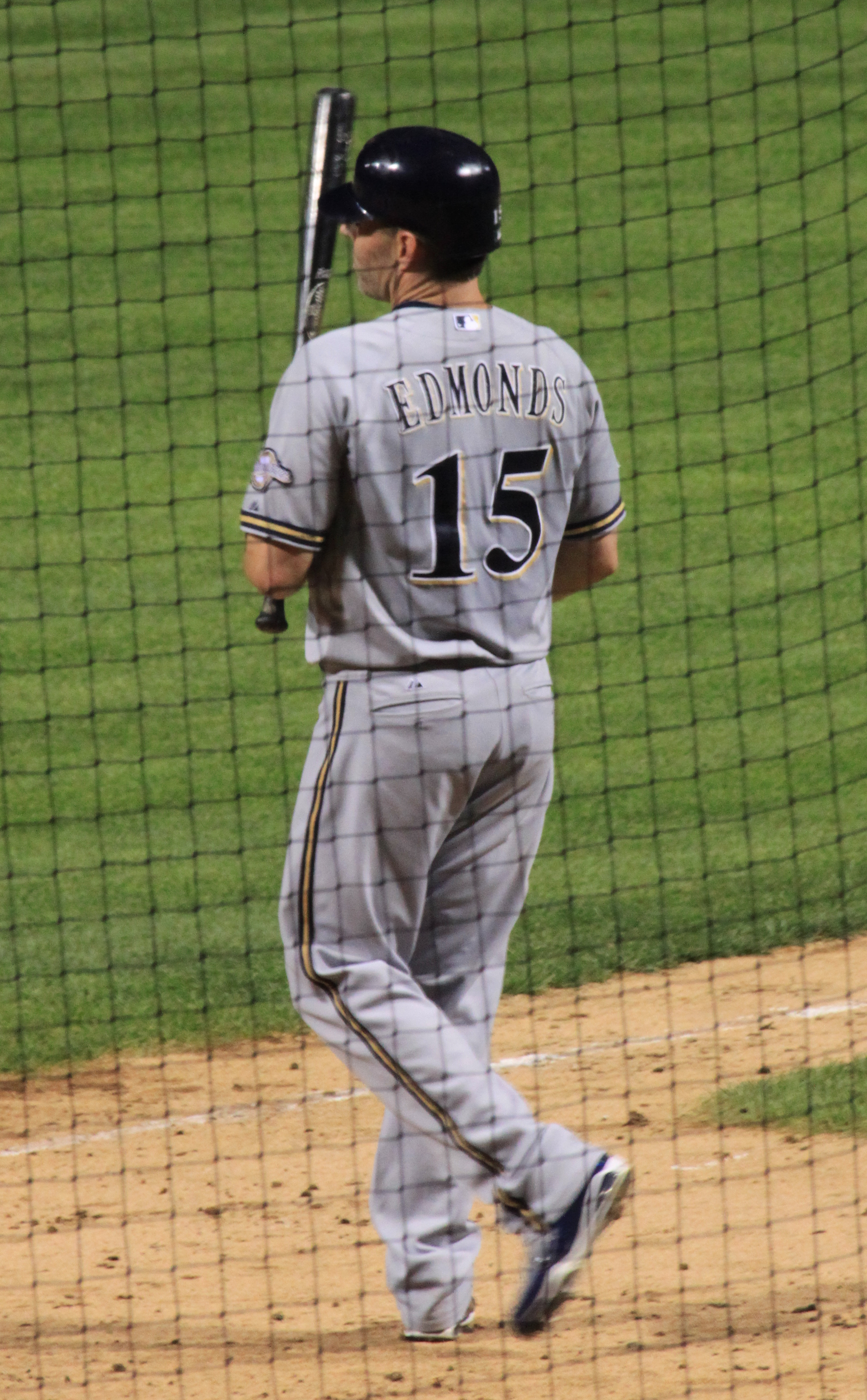
2010年，重返大聯盟的艾德蒙斯

2009年，艾德蒙斯因為合約談不攏導致整季未出賽。2010年1月，他宣布重回職棒。他在1月28日和釀酒人簽下小聯盟合約，並在3月25日登上大聯盟。
2010年8月9日，釀酒人將艾德蒙斯交易到紅人，換來Chris Dickerson。隔年2月4日，他和紅雀簽下小聯盟合約。不過他先前阿基里斯腱的舊傷復發，最後他在2月18日宣布正式退休。

## 生涯打擊成績
| 出賽次數 | 打席 | 打數 | 得分 | 安打 | 二安 | 三安 | 全壘打 | 打點 | 盜壘 | 保送 | 三振 | 打擊率 | 上壘率 | 長打率 | OPS  |
| -------- | ---- | ---- | ---- | ---- | ---- | ---- | ------ | ---- | ---- | ---- | ---- | ------ | ------ | ------ | ---- |
| 2011     | 7980 | 6858 | 1251 | 1949 | 437  | 25   | 393    | 1199 | 67   | 998  | 1729 | .284   | .376   | .527   | .903 |

## 個人生活
艾德蒙斯和第一任妻子育有兩名女兒，而他首任妻子於2015年去世。他在2008年再婚，2014年離婚，並育有1子1女。
2014年10月24日，艾德蒙斯和職業足球員Julie King的姐姐Meghan King結婚。他們育有1個女兒，不過兩人在2019年離婚。

## 外部連結
- 球員資訊和成績在MLB ，ESPN ，Retrosheet ，Baseball Reference ，Baseball Reference (Minors) ，Fangraphs ，The Baseball Cube （英文）
- 吉姆·艾德蒙斯在台灣棒球維基館上的頁面（繁體中文）

| 奖项与成就       | 奖项与成就                 | 奖项与成就       |
| ---------------- | -------------------------- | ---------------- |
| 前任： 吉姆·湯米 | 國聯單月最佳球員 2004年7月 | 繼任： 貝瑞·邦茲 |